# Melanie Thornton

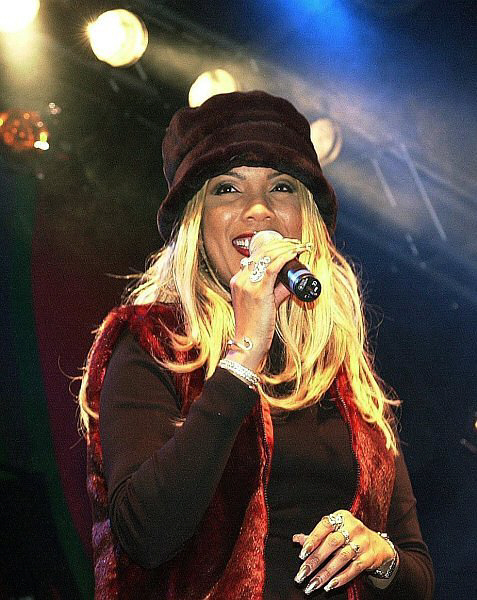
Melanie Thornton bij haar laatste optreden, op haar sterfdag

Melanie Janene Thornton (Charleston (South Carolina), 13 mei 1967 – nabij Bassersdorf, 24 november 2001) was een Amerikaans-Duitse popzangeres die bekend werd in Duitsland als de leider van de Eurodance-groep La Bouche, die hits had met de door haarzelf mede gecomponeerde songs Be My Lover en Sweet Dreams in het midden van de jaren 90.
Ze was ook onderdeel van de groep 'Passion Fruit' die in 1999 een zomerhit scoorden met The Rigga-Ding-Dong-Song, wat in de Nederlandse top 40 tot de 15e positie kwam.
Ze had verder een redelijk succesvolle solocarrière met de hits Wonderful Dream en Heartbeat (beide uit 2001). Haar lied Wonderful Dream werd een grote kersthit en werd ook gebruikt door Coca-Cola bij zijn reclamecampagne.
Thornton overleed op 24 november 2001 bij een vliegtuigongeluk nabij Bassersdorf, Zwitserland.
- Gemeinsame Normdatei: 135197139
- International Standard Name Identifier: 0000 0000 5630 7774
- MusicBrainz: cbd6fd82-f2a4-4275-91bd-6b45de870f11
- Nationale Bibliotheek van Tsjechië: xx0001893
- Virtual International Authority File: 80024534
- WorldCat: E39PBJtxkDRdQY7Dw7QCqXyTpP